# 窓からローマが見える
『窓からローマが見える』（Roma Dalla Finestra）は、池田満寿夫が1979年に発表した小説。また、その小説を原作とする池田満寿夫脚本、監督による1982年の映画作品。

## 映画

### キャスト
| 役名       | 俳優                     | 日本語吹替                                                            |
| ---------- | ------------------------ | --------------------------------------------------------------------- |
| O          | 中山貴美子               | 中山貴美子                                                            |
| カルロ     | クラウディオ・カッシネリ | 森川公也                                                              |
| オルガ     | デリア・ボッカルド       | 藤田淑子                                                              |
| アントニオ | アントニオ・セラーノ     |                                                                       |
| アントン   | ルネ・ジロード           |                                                                       |
| ジプシー   | 佐藤陽子                 |                                                                       |
| その他     | N/A                      | 若本紀昭 谷口節 田中亮一 玄田哲章 高島雅羅 矢野陽子 片岡富枝 郷里大輔 |

- 日本語吹替：初回放送1983年6月25日『ゴールデン洋画劇場』

### スタッフ
- 監督・原作・脚本：池田満寿夫
- 製作：磯谷功、アレッサンドロ・マッティ
- 製作総指揮：奥山融
- 撮影：マリオ・ヴルピアーニ
- 編集：マリオ・モッラ
- 音楽：ポール・モーリア
- 日本語監修：山崎剛太郎

日本語版
- 演出：左近允洋
- 翻訳：宇津木道子
- 調整：栗林秀年
- 効果：PAG
- 制作：グロービジョン

### イメージソング
- 「羅馬の夢」（歌：黛ジュン）
  - 作詞：阿久悠、作曲：三木たかし、編曲：若草恵